# Stuart Laidlaw
Stuart Ralston Laidlaw (født 2. marts 1877, død 22. november 1960) var en canadisk lacrossespiller, som deltog i OL 1904 i St. Louis.
Laidlaw blev olympisk mester i lacrosse under OL 1904 i St. Louis. Han var med på det canadiske lacrossehold Shamrock Lacrosse Team, som vandt konkurrencen. Fire hold var meldt til turneringen, to canadiske og to amerikanske, men det amerikanske hold fra Brooklyn Crescents blev udelukket, da de havde betalte spillere på holdet. Shamrock-holdet gik direkte i finalen, hvor de mødte det amerikanske hold fra St. Louis Amateur Athletic Association. Shamrock vandt kampen klart med 8-2.